# Josef Oellacher
Josef Karl Andreas Oellacher, auch Joseph Oellacher (* 24. September 1842 in Innsbruck; † 4. Mai 1892 ebenda) war ein österreichischer Mediziner, Embryologe und Histologe.

## Leben
Josef Oellacher war ein Sohn des gleichnamigen Apothekers Josef Oellacher (1804–1880), der ab 1830 in Innsbruck die Apotheke "Zur heiligen Anna" führte. Der Apotheker Guido Oellacher (1855–1922) war sein jüngerer Bruder. Josef Oellacher jun. studierte an der Universität Innsbruck von 1860 bis 1864 Naturgeschichte mit Schwerpunkt Anatomie und Chemie, anschließend ab 1864 an der Julius-Maximilians-Universität Würzburg und der Universität Wien Medizin und wurde 1868 in Wien zum Dr. med. promoviert. Nach weiterer Ausbildung bei Ernst Wilhelm von Brücke, Theodor Meynert und Salomon Stricker wurde er Prosector bei Karl von Dantscher (1813–1887) am Anatomischen Institut in Innsbruck, habilitierte sich 1870 in Histologie und Embryologie und wurde am 5. April 1873 an der Universität Innsbruck zum außerordentlichen Professor für Histologie und Entwicklungsgeschichte ernannt.
Am 2. August 1886 wurde er unter der Präsidentschaft des Physikers Hermann Knoblauch in der Fachsektion Wissenschaftliche Medizin unter der Matrikel-Nr. 2607 als Mitglied in die Kaiserliche Leopoldino-Carolinische Deutsche Akademie der Naturforscher aufgenommen.

## Schriften (Auswahl)
- Untersuchungen über die Furchung und Blätterbildung im Hühnerei. In: Salomon Stricker (Hrsg.): Studien aus dem Institute für experimentelle Pathologie in Wien aus dem Jahre 1869. 1, Braumüller, Wien 1870, S. 54–73 (Digitalisat)
- Die Veränderungen des unbefruchteten Keimes des Hühnereies im Eileiter und bei Bebrütungsversuchen. In: Zeitschrift für wissenschaftliche Zoologie, 22, 1872, S. 181–234 (Digitalisat)
- Beiträge zur Entwicklung der Knochenfische nach Beobachtungen am Bachforelleneie. In: Zeitschrift für wissenschaftliche Zoologie, 23, 1873, S. 1–115 (Digitalisat)
- Terata mesodidyma von Salmo Salvelinus, nebst Bemerkungen über einige andere an Fischen beobachtete Doppelmissbildungen. In: Sitzungsberichte der Akademie der Wissenschaften mathematisch-naturwissenschaftliche Klasse, 68, 1874, S. 299–325 (Digitalisat)